# 枣庄翼云机场
枣庄翼云机场是建设中的位于山东省枣庄市山亭区西集镇的民用支线机场，現已開工建設。

## 历史
2014年12月，《山东省综合交通网中长期发展规划（2014—2030年）》中提出枣庄将建设支线机场。
2016年1月，时任枣庄市市长李峰称，枣庄机场已纳入枣庄“十三五”建设规划，且已经纳入国家民航局的十三五计划中。
2016年3月，《山东省国民经济和社会发展第十三个五年规划纲要》中，枣庄机场被列入了省“十三五”规划。
2017年2月19日，在枣庄市第十六届人民代表大会上，市长李峰做政府工作报告时提到，枣庄机场经国务院同意，纳入全国民用机场布局规划。
2017年9月7日，中国民航局正式对枣庄民用机场选址进行了批复，同意将西集场址作为推荐场址。
2018年6月，山东省人民政府布了《山东省民用机场布局规划》，提到2022年建成枣庄机场，功能定位为“省内重要支线机场，旅游机场”，资金需求33亿元。
2019年2月1日，中国民航局向发改委出具《关于报送新建山东枣庄民用机场工程预可行性研究报告意见的函》（民航﹝2019﹞107号），同意建设枣庄机场。
2020年11月2日，国家发改委主任办公会议研究通过预可研审查。
2021年9月26日，中国民航局局长办公会议研究通过可研报告行业审查意见。
2022年4月29日，国家发改委正式批复新建山东枣庄民用机场项目可行性研究报告，枣庄机场项目可行性研究报告审批工作全部完成，进入总体规划报批阶段。
2022年10月14日，民航华东地区管理局批复枣庄机场项目总体规划；11月4日，山东省交通运输厅与民航华东地区管理局联合批复项目初步设计。11月30日，中国民航局综合司复函同意新建山东枣庄民用运输机场命名为“枣庄翼云机场”，机场英文译名为“ZAOZHUANG YIYUN AIRPORT”。

## 机场概况
枣庄机场位于山亭区南部西集镇凤凰庄东南侧，性质为国内民用支线机场，飞行区等级为4C，适用机型为波音737、空客A320系列和各类支线飞机，按2030年年旅客吞吐量120万人次、货邮吞吐量7000吨、起降1.29万架次设计，计划建设1条长2600米、宽45米的跑道、1.4万平方米的航站楼、11个C类机位的站坪。总投资为21.52亿元人民币。

## 临近机场
徐州机场、临沂机场和济宁大安机场